# 贝尔根 (北萨克森县)
贝尔根（發音：[ˈbɛlɡɐn]）是德国萨克森州北萨克森县曾经的一个市镇，面积83.70平方千米，2011年5月9日人口为2,759人。2013年1月1日，贝尔根与市镇希尔道合并为市镇贝尔根-希尔道。